# آلن پرز
آلن پرز (اسپانیایی: Alan Pérez‎؛ زادهٔ ۱۵ ژوئیهٔ ۱۹۸۲) دوچرخه‌سوار اهل اسپانیا است. وی در مسابقات تور دو فرانس و جیرو دیتالیا شرکت کرده است.